# Косезе (Водице)
Косезе (словен. Koseze) — поселення в общині Водиці, Осреднєсловенський регіон, Словенія. 
Висота над рівнем моря: 339,7 м.